# 31 (Film)
31 ist ein US-amerikanisch-britischer Horrorfilm aus dem Jahr 2016. Regie führte Rob Zombie, der auch das Drehbuch schrieb. Der durch Crowdfunding finanzierte Film hatte seine Uraufführung am 23. Januar 2016 auf dem Sundance Film Festival und kam am 27. Oktober 2016 in die deutschen Kinos.

## Handlung
Zu Halloween im Jahr 1976 wird eine Gruppe von Jahrmarktarbeitern (Charly, Venus, Panda, Levon und Roscoe) während einer Autofahrt angegriffen, entführt und zu einer leerstehenden Fabrik gebracht. Dort erklären ihnen drei ältere Leute in barocken Kostümen, dass sie nun Teilnehmer eines Spiels namens „31“ seien. Das Spiel solle 12 Stunden dauern und Aufgabe der Spieler sei, diese Zeit zu überleben, während eine Reihe von mörderischen Clowns versucht, sie umzubringen.
Die Protagonisten begegnen in der labyrinthartigen Fabrik den Clowns Sick-Head, Psycho-Head, Schizo-Head, Death-Head und Sex-Head. Nur Charly, Venus und Roscoe überleben diese Begegnungen, so dass die Spielveranstalter einen weiteren Clown namens Doom-Head hinzurufen.
Venus und Roscoe sterben ebenfalls, nur Charly überlebt verletzt und schafft es, die Fabrik zu verlassen. Sie findet Unterschlupf in einem verlassenen Haus. Doom-Head spürt sie dort auf und freut sich, sie genüsslich töten zu können. Doch eine Sirene und eine Durchsage stoppen ihn: Die 12 Stunden sind verstrichen – das Spiel ist vorbei. Er verlässt das Haus, ohne Charly zu verletzen.
In der Schlussszene humpelt Charly eine verlassene Wüstenstraße entlang. Doom-Head nähert sich in einem Van, hält an und steigt aus. Charly und Doom-Head stehen sich kampfbereit gegenüber.

## Produktion
Pläne zur Schaffung von 31 wurden erstmals im Mai 2014 über ein Teaser-Poster angekündigt, das die Worte „ein Rob Zombie-Film“, ein blutiges Clowngesicht und die Zahl 31 zeigte. Fans und Medien spekulierten, dass der Film ein dritter Film im Universum House of 1000 Corpses und The Devil's Rejects sein würde und Sid Haigs Charakter Captain Spaulding folgen würde, dass es sich um einen Film handeln könnte, der sich um den Serienmörder John Wayne Gacy dreht, oder dass es sich um einen dritten Film in Zombies neu gestarteter Serie Halloween handeln würde.
Zombie kommentierte die Spekulationen und erklärte, dass sie Captain Spaulding nicht folgen würde und eine originelle Geschichte sein würde und nicht auf früheren Arbeiten basierte. Er stellte auch fest, dass sich 31 auf den 31. Oktober Halloween bezog. Im Juli kündigte Zombie die Handlung von 31 an, die einer Gruppe von fünf Personen folgt, die gezwungen sind, an einem grausamen Spiel namens 31 teilzunehmen.
Zombie erklärte auch, dass er Crowdfunding verwenden würde, um einen Teil der Kosten des Films zu decken, denn „im Laufe der Jahre ändert sich das Spiel ständig, und ein Film, den man vor Jahren machen könnte, kann man nicht mehr machen, weil sich das Geschäft ändert, die Dinge ändern“. Er fügte hinzu, dass Crowdfunding es ihm ermöglichen würde, einen Film zu machen, der sonst traditionell nicht finanziert worden wäre, und dass „wenn Sie Dinge außerhalb des Systems tun wollen, müssen Sie außerhalb des Systems funktionieren“. Zombie veranstaltete später im Februar 2015 eine zweite Fanbacked.com-Kampagne, um zusätzliche Mittel für den Film zu sammeln. Es sollte auf mehrere Anfragen von Fans zurückzuführen sein, die eine Finanzierung beitragen wollten.
Zombie kam auf die Idee für 31, nachdem er eine Statistik gelesen hatte, die besagte, dass Halloween der „Nummer Ein Tag des Jahres ist, an dem Menschen aus irgendeinem Grund vermisst werden“ und dachte, dass es eine gute Prämisse für einen Film sein würde. Er erhielt auch Inspiration für den Film, als er um sein Schreckensfest Great American Nightmare herumlief und den Mitarbeitern bei der Arbeit zusah, während sie wie Kettensägen tragende Clowns gekleidet waren. Zombie hat erklärt, dass er einen „sehr bösen, düsteren Guerilla-ähnlichen Ansatz für das Filmemachen“ für 31 haben wollte, da es „zur Geschichte und der Stimmung des Films passt“. Zombie begann im Sommer 2014 mit Scouting-Locations, und die ersten Dreharbeiten sollten im Februar 2015 beginnen, begannen aber schließlich erst in diesem März. Die Dreharbeiten für 31 wurden im April 2015 abgeschlossen.

## Synchronisation
Die deutsche Synchronisation stammt von der Reinhold Kospach – Synchron GmbH aus Berlin. Das Dialogbuch verfasste Reinhold Kospach, der auch für die Dialogregie verantwortlich war.
| Rolle         | Schauspieler           | Deutscher Synchronsprecher |
| ------------- | ---------------------- | -------------------------- |
| Charly        | Sheri Moon Zombie      | Christin Marquitan         |
| Roscoe Pepper | Jeff Daniel Phillips   | Peter Flechtner            |
| Panda Thomas  | Lawrence Hilton-Jacobs | Andreas Wilde              |
| Venus Virgo   | Meg Foster             | Karin Buchholz             |
| Levon Wally   | Kevin Jackson          | Marco Kröger               |
| Father Murder | Malcolm McDowell       | Wolfgang Codrus            |
| Doom-Head     | Richard Brake          | K. Dieter Klebsch          |
| Sick-Head     | Pancho Moler           | Daniel Montoya             |
| Schizo-Head   | David Ury              | Tim Moeseritz              |
| Psycho-Head   | Lew Temple             | Michael Pan                |
| Death-Head    | Torsten Voges          | Roman Kretschmer           |
| Sex-Head      | Elizabeth Daily        | Peggy Pollow               |
| Fat Randy     | Michael Alcott         | Uwe Jellinek               |
| Trixie        | Andrea Dora            | Daniela Grubert            |

## Veröffentlichung
31 wurde am 23. Januar 2016 beim 2016 Sundance Film Festival uraufgeführt. Im März 2016 gab Saban Films bekannt, dass sie Vertriebsrechte für 31 erworben haben und dass sie ihm am 16. September 2016 eine limitierte Kinoveröffentlichung geben würden.
Am 1. September veranstaltete Fathom Events eine besondere Premiere von 31 in Kinos in den gesamten Vereinigten Staaten. Die Veranstaltung umfasste Weltpremieren des Musikvideos Gore Whore, eine persönliche Frage-und-Antwort-Runde mit Zombie und einen Blick hinter die Kulissen.

### Bewertungen
31 wurde zweimal bei der Motion Picture Association of America eingereicht und erhielt beide Male eine NC-17-Bewertung ersetzt wurde. Die Beschreibung, wie sie von der MPAA gegeben wird, stellt „sadistische grafische Gewalt, bizarre Sexualität/Nacktheit, allgegenwärtige störende Bilder und eine starke Sprache“ fest. Am 5. Januar 2016 erhielt der Film schließlich eine „R“-Bewertung für „starke blutige Horrorgewalt, allgegenwärtige Sprache, sexuelle Inhalte und Drogenkonsum“. Zombie erzählte später einem Fan auf Facebook, dass der „Zombie Cut“ schließlich auf DVD veröffentlicht wird und die ungeschnittene Version enthalten würde.

### Kritik
Der Film hat eine Zustimmungsrate von 48 % bei Rotten Tomatoes, basierend auf 46 Rezensionen und hat eine durchschnittliche Bewertung von 5,43/10. Der Konsens der Website lautet: „31 liefert alle hochenergetischen Gore, die Rob Zombie-Fans erwarten, aber ein Mangel an frischen Ideen und sympathischen Charakteren bedeutet, dass nur das bereits konvertierte Bedürfnis gilt“. Auf Metacritic, das eine normalisierte Bewertung zuweist, hat der Film eine Punktzahl von 35 von 100 basierend auf 13 Rezensionen, was auf „allgemein ungünstige Rezensionen“ hinweist.
Ein Großteil der negativen Reaktion auf den Film konzentrierte sich auf Behauptungen, dass der Film erzwungen und unoriginell sei, wobei Variety schrieb, dass die „energetische Übung in erzwungener Badassery zu albern und selbstbewusst sein wird, um sich trotz all des verschütteten Blutes und der bekannten Tabus, die verletzt werden, wirklich kantig zu fühlen“.
Der Film wird von Bloody Disgusting gelobt, der behauptet, dass „31 Rob Zombies ähnlich wie The Running Man ist und es funktioniert“. Trent Wilkie von Fangoria gab dem Film eine gemischte Rezension mit den Worten: „Es ist gewalttätig und theatralisch, mit dem nötigen Maß an Sex, Blut, Obszönitäten und Gore. Aber letztendlich fühlt es sich überstürzt an und hinterlässt das Gefühl einer unvollendeten Idee.“ Jerry Smith, der auch für Fangoria schrieb, setzte es jedoch auf die „Top-Ten“-Liste seines Jahres und meinte: „31 ist ein gemeiner Ausbeutungsfilm ohne Gefangene, der bis zum absoluten Rand mit gemeinen Clowns, Carnies und bei weitem einer der besten Horrordarbietungen des Jahres gefüllt ist.“
Shock Till You Drop gibt dem Film die Zustimmung mit einem Vorbehalt, dass „Rob Zombie's 31 als Rückfall in die Tage der Quickie-Ausbeutungsfilme gelingt. Das ist genau das, was es zu sein versucht und was es ist. Wenn Sie also Kaviar wollen, suchen Sie weiter. Aber wenn Sie Lust auf einen süßigkeitsfarbenen Speck-Cheeseburger eines Streifens mit zusätzlichem Fett und BBQ-Sauce haben, ist 31 genau das Richtige für Sie“. In ähnlicher Weise kommentiert Film School Rejects, dass „31 Zombies leicht unterhaltsame Sicht auf ein veraltetes und einfaches Setup ist. Du weißt bereits, ob es für dich ist“.